# 成环反应
有機化學中的成環反應 (英語：Ring forming reaction)或環閉反應（ring-closing reaction）是分子中引入一個或多個環的各種反應的總稱。 雜環形成反應（heterocycle forming reaction）是引入新雜環的反應。 重要的成環反應包括環化（annulation）和环加成反应。雜環化合物可用於化合物的光譜鑑定、純度標準和研究分子電子結構。相反，開環的反應稱為開環反應（英語：ring-opening reaction）。
當形成環的分子兩端的官能基相互反應形成鍵結時，就會發生這種情況。
一個π鍵電子體系與另一個π鍵電子體系發生加成反應形成環的化學反應稱為環加成反應。

## 命名的成環反應
命名的成環反應包括（並非詳盡無遺）：
- Azide-alkyne Huisgen cycloaddition
- 比施勒-纳皮耶拉尔斯基反应
- 布赫雷尔咔唑合成
- Danheiser成环反应
- 狄克曼缩合反应
- 狄尔斯–阿尔德反应
- Feist–Bénary合成
- Fiesselmann thiophene synthesis
- 费歇尔吲哚合成反应
- 格瓦尔德反应
- 汉奇吡啶合成反应
- Larock吲哚合成
- 帕尔-克诺尔合成
- 皮克特-施彭格勒反应
- Ring-closing metathesis
- 鲁宾逊成环反应
- 斯克劳普合成反应

## 延伸閱讀
- Michael B. Smith & Jerry March, 2007, "March's Advanced Organic Chemistry: Reactions, Mechanisms, and Structure," 6th Ed., New York, NY, USA:Wiley & Sons, ISBN 0470084944, see , accessed 19 June 2015.
- László Kürti & Barbara Czakó, 2005, "Strategic Applications of Named Reactions in Organic Synthesis: Background and Detailed Mechanisms, Amsterdam, NH, NLD:Elsevier Academic Press, 2005ISBN 0124297854, see , accessed 19 June 2015.